# メダル・オブ・オナー パシフィックアサルト
メダル・オブ・オナー パシフィックアサルト (Medal of Honor: Pacific Assault) は、エレクトロニック・アーツより発売されている一人称視点シューティング(FPS)のゲームソフト。

## 概要
メダル・オブ・オナーシリーズの内の一つであり、前作からさまざまなシステムが変更・追加された。
シリーズの中で新システムが追加され、さらにリアルに戦場を体験できるようになったが、その反面グラフィックが細かくなった分、（発売当時は）かなりのグラフィックメモリとPCスペックが必要とした。

## ストーリー
第二次世界大戦の南太平洋戦線。主人公は訓練を経て真珠湾攻撃からマキン奇襲、タラワ環礁（タラワの戦い）、ガダルカナル島（ガダルカナル島の戦い）と旧日本軍を相手に仲間と共に戦っていく…

## 登場人物
- トーマス・コンリン (声優：保志 総一朗)…本編の主人公、物語途中から唇に縦傷が出来る。愛称「トミー」、または「トム」。軍隊に入隊する前は卵の配達をしていたらしい。彼の母親は兵隊になることを快く思っていないが、父親は肯定しているようだ。
- ジミー・サリバン…部隊の衛生兵で軍に入隊する為に医科大を中退した。実家は金持ちで妹がいる。装備はハンドガンの類で、基本的に味方の兵士が負傷した時には彼に治療を行ってもらうが、彼自身が戦闘不能になった場合は自分で自分を治療する。（仰向けになったまま自分に注射を打つなど）
- フランク・ミノソ…BAR装備の大柄な兵士、女性の趣味が結構うるさい。除隊したら結婚する予定の女性がいるらしい。「フランキー」とも呼ばれる。
- ウィリー・ゲインズ…狙撃兵。身長5フィートの大酒飲みで射撃が得意。

## 前作からの追加機能及び変更点
- 物理計算エンジン、Havokを標準の仕様にした。
- 銃の照準が移動時やフルオート時などで照準が付けにくくなった。逆に「しゃがみ」・「ほふく」だと命中率が上がる。
- 銃の反動時に視界がぼやけるようになった。
- 座る際、「しゃがみ」のほかに「ほふく」が出来るようになった。
- 手榴弾など爆発シーンに巻き込まれた際、頭が朦朧となるモーションブラーが追加
- 常に仲間と行動し、単独で行動することが少なくなった。
- 回復アイテムが殆ど無くなり（完全に無くなったわけではない）、代わりに衛生兵が一緒に行動してくれる。負傷した際、衛生兵を呼べば回復してくれる。（回数制限有）
- 体力がゼロになっても10数秒間は倒れたままになる、時間がたつと死亡。その間に衛生兵が助けてくれれば復活できる。（逆にその場に居合わせた日本兵にトドメを指されるとやはり「死亡」扱いとなる。なおこの日本兵は制圧が終わり全ての日本兵が死亡した状態でも出てくることがある。）
- 腰の下まで水があるところで体力ゼロで倒れると溺れて即死する。
- 銃器は二つまでしか携帯出来なくなった。
- 敵から銃を鹵獲出来るようになった。
- 部隊に命令が出来るようになった。

## 外国版との相違点
外国版に収録されている日本兵の日本語音声は日本語版では全て新規で吹き替えられており、オリジナルとは多少内容が異なる。外国版の音声ファイル自体は日本語版にもあるものの、日本語版のインストール時に選択できる「英語音声・英語字幕」で外国版仕様にしてもそのデータを使用することができず実質「没データ」と化している。

## 補足
- ガダルカナル島の終盤で空母と駆逐艦を撃沈するステージではミッドウェー海戦でアメリカ軍に撃沈されたはずの空母赤城が登場するなどの歴史的矛盾がある。